# Phacidium lunatum
Phacidium lunatum är en svampart som beskrevs av DiCosmo, Nag Raj & W.B. Kendr. 1983. Phacidium lunatum ingår i släktet Phacidium och familjen Phacidiaceae.   Inga underarter finns listade i Catalogue of Life.